# 鳴海伸一
鳴海 伸一（なるみ　しんいち、1976年- ）は、日本の版画家。研究者。北海道登別市生まれで北海道在住。
総合芸術として建築デザインを学んだ後、実務を経てフランク・ロイド・ライト、安藤忠雄、高松伸、磯崎新、白井晟一などのドローイングに出会い版画家に転身。専門分野をアートワークとし、環境と空間に共生するファインアートを制作。

## 人物
バウハウス、フランク・ロイド・ライトに強く影響を受け、工業高校、大学と建築学を学び、実務を経て1997年頃から本格的に版画制作をはじめる。
美術と環境、空間の共生をテーマに国内外での作品発表、国内でのアートワークを数多く手がけており、建築的で構築的な面と線、豪放なラインで直刻された作品を数々制作している。（出典：札幌芸術の森美術館「真冬の花畑」図録.p5を参照）
氏の私家版である「都市彷徨」では自身の美術論や思想哲学が述べられており制作に対する思いと姿勢が綴られてれる。
また、ライフワークとしてフランク・ロイド・ライトに師事した建築家、田上義也の建築などを個人レベルで調査・研究・論文発表などをおこなう。
俳優・渥美清を尊敬敬愛している。

## 作品
初期作品のほとんどはリトグラフで制作された幾何学的な抽象画がほとんどであったがその後、有機的なものへの憧憬から植物や花をモチーフとした作風に変化、技法もドライポイントに変遷しており、有機的で素直な表現がその魅力を引き出している。(出典：札幌芸術の森美術館「真冬の花畑」図録.p5を参照)
シリーズ化された作品群は主に花をモチーフにした「floral」シリーズ、線を面へと転化した「TSUNAGU」シリーズ、ペーパーワークによる「KECHI-EN」シリーズで構成されており、表現の幅をもたせつつも、筋の通った作家本来の思想哲学とオリジナリティが強い作品がラインナップされている。
版画制作においては創作版画期の作家たちに影響を受けたいう、機械刷りによる量産版画には一切せず、作家による自画・自刻・自刷りで行われる創作版画のスタイルを断固として崩す事のない頑固な面ももつ。

## 主な経歴
2019 金沢湯涌創作の森アーティスト・イン・レジデンス AIRプロジェクト Vol.5 (石川県)
　　　鳴海伸一版画展[線への憧憬](金沢湯涌創作の森ギャラリー・石川県)
　　　鳴海伸一作品展「風姿花」(札幌三越 三越ギャラリー・北海道)
2018 九州・沖縄版画プロジェクト（九州産業大学美術館・福岡県）
　　　第62回 CWAJ現代版画展（ヒルサイドフォーラム代官山・東京都）
2017 鳴海伸一版画作品展―Theory― (札幌三越 三越ギャラリー・北海道)
2016 全国和紙画展（美濃和紙の里会館・岐阜県）
2015 鳴海伸一作品展（札幌三越 三越ギャラリー・北海道）
2014 洞爺湖芸術館 夏特別展 「鳴海伸一版画展」（洞爺湖芸術館・北海道）
2013 第12回 南島原市セミナリヨ版画展 朝日新聞社賞（南島原市・長崎県）
　　　鳴海伸一作品展（札幌三越 三越ギャラリー・北海道）
2012 第57回 CWAJ現代版画展（東京アメリカンクラブ）
2011 鳴海伸一版画展（養清堂画廊・東京）
　　　鳴海伸一作品展「北彩」（札幌三越 三越ギャラリー・北海道） 　
　　　第56回 CWAJ現代版画展（東京アメリカンクラブ） 　　　
　　　第8回 高知国際版画トリエンナーレ(いの町 紙の博物館・高知県) 　
　　　第4回 イスタンブール国際版画展(イスタンブール・トルコ) 　
　　　ヨセフイーサー国際現代版画ビエンナーレ（プラホヴァ州美術館・ルーマニア）
2010 Japanese Comtemporary Art 2010（ティコティン日本美術館・イスラエル）
　　　第55回 CWAJ 現代版画展（東京アメリカンクラブ・神戸外国倶楽部）
2009 鳴海伸一版画展（札幌三越 三越ギャラリー・北海道） 　　
　　　版・継承と刷新（北海道立近代美術館・北海道） 　　
　　　麻田博子・鳴海伸一展「花を謳う」（大丸梅田・大阪府） 　
　　　藤沢レオ・鳴海伸一展「種まく空間」（紋別市立博物館・北海道）　
　　　「真冬の花畑」展（札幌芸術の森美術館・北海道）
2008 「Made in 日本」（日本橋三越本店・東京）
　　　CROSS HOTEL SAPPORO CROSSART （クロスホテル札幌・北海道）
　　　鳴海伸一版画展（川田画廊・兵庫県）
2007 札幌市芸術文化財団　札幌芸術の森版画工房 版画専門員（2002～）
2006 HPG EXHIBITION（マンハッタン・ニューヨーク）
　　　LESSEDRA国際小版画展（ソフィア・ブルガリア）
2005 国画会版画部 前田政雄賞受賞（東京都美術館・東京）
　　　バハラット・ババン国際版画ビエンナーレ招待出品（ボパール・インド）
2004 国画会版画部 新人賞受賞（東京都美術館・東京都）
　　　あおもり版画トリエンナーレ（青森市民美術館・青森県）
　　　東京国際ミニプリントトリエンナーレ招待出品（多摩美術大学美術館・東京都）

## 主な収蔵とアートワーク
多摩美術大学美術館（東京）／ティコティン日本美術館（イスラエル）／金沢湯涌創作の森（石川県金沢市）／PAINT AND SCULPTURE MUSEUMS ASSOCIATION（イスタンブール）／The Council of Prahova Country Art Museum（ルーマニア）／望楼NOGUCHI登別（北海道登別市)／望楼NOGUCHI函館（北海道函館市）／北洋銀行本店（北海道・札幌）[内覧不可]／野口観光株式会社／アベコレクション（東京・銀座）／きたの風茶寮（箱根・仙石原）／山翆楼（神奈川県・湯河原）／大峯本宮 天河大辨財天社（奈良県吉野郡）[内覧不可]／THE LAKE VIEW TOYA 乃の風リゾート（北海道洞爺湖）／HITO MEDICAL CENTER（愛媛県四国中央市）／緑の風リゾート(北海道伊達市)／HAKODATE海峡の風（北海道函館市）　など多数

## 主な受賞歴
- 2004 国画会版画部 新人賞受賞（東京都美術館）
- 2005 国画会版画部 前田政雄賞受賞（東京都美術館）
- 2013 第12回セミナリヨ版画展 朝日新聞社賞受賞（長崎県南島原市）　など

## 執筆文献・参考文献
◇ 版画・美術関連
- 北海道における戦後の民藝運動 ―三宅忠一の４年間―（札幌大谷大学 紀要第49号）
- 棟方志功と北海道―本学所蔵『庭前の柏樹子の柵』をとおして―（札幌大谷大学 紀要第48号）
- 北海道版画の歴史変遷とその実際（2008全国大学版画学会紀要論文 研究報告）
- 自伝「都市彷徨ーこれまでとこれからー」（2006～ 私家版）
- 北海道を彩るアーティスト（2009 共同文化社 五十嵐 恒著）

◇ 建築関連
- 田上義也と室蘭ユースホステル （2003 室蘭民報）
- 田上義也と函館の建築 （2004 函館新聞）
- 遺産築いた友情 彫刻家・本郷新と建築家・田上義也 （2005 北海道新聞）
- 田上義也設計の戦後の歌碑・記念碑など（2005日本建築学会北海道支部論文 北海道大学大学院教授 角幸博共著）
- 田上義也設計による二風谷小学校について（2005日本建築学会北海道支部論文 北海道大学大学院教授 角幸博共著）
- 田上義也・言説にみる「雪国的造形」の実際（2006日本建築学会北海道支部論文 北海道大学大学院教授 角幸博共著）
- 道銀創立55周年 文化つなげた偉人　島本融と田上義也 （2006 札幌タイムス）